# Јанжев Врх
Јанжев Врх (словен. Janžev Vrh) је насељено место у општини Раденци, Помурска регија, Словенија.

## Историја
До територијалне реорганизације у Словенији био је у саставу старе општине Горња Радгона.

## Становништво
У попису становништва из 2011. године, Јанжев Врх је имао 262 становника.
| Број становника према пописима | Број становника према пописима | Број становника према пописима |
| ------------------------------ | ------------------------------ | ------------------------------ |
| 1991                           | 2002                           | 2011                           |
| 231                            | 255                            | 262                            |

## Галерија
- капелица код ватрогасног дома
- знамење